# Smluvní přímus
Smluvní přímus neboli kontraktační povinnost označuje právní povinnost uzavřít smlouvu. Nebude-li splněna, lze ji soudně vynutit, resp. nahradit projev vůle k uzavření smlouvy soudním rozhodnutím, případně jinak toho, kdo smlouvu neuzavřel, sankčně postihnout.
Tato povinnost může vzniknout jak na základě zákona, tak ji lze dohodnout jinou smlouvou. U zákonného smluvního přímusu jde např. o povinné pojištění odpovědnosti z provozu vozidla, které musí majitel vozidla uzavřít, pokud chce využívat veřejné komunikace. Smluvně založit kontraktační povinnost je možné především uzavřením tzv. smlouvy o smlouvě budoucí.